# 1934-es indianapolisi 500
A 22. alkalommal megrendezett Indianapolisi 500 mérföldes versenyt 1934. május 30-án rendezték meg.
| Helyezés | Rajthely | Rajtszám | Versenyző           | Qual    | Rank | Körök száma | Élen | Kiesés oka      |
| -------- | -------- | -------- | ------------------- | ------- | ---- | ----------- | ---- | --------------- |
| 1        | 10       | 7        | Bill Cummings       | 116,116 | 6    | 200         | 57   | Running         |
| 2        | 4        | 9        | Mauri Rose          | 116,044 | 7    | 200         | 68   | Running         |
| 3        | 20       | 2        | Lou Moore           | 113,442 | 16   | 200         | 0    | Running         |
| 4        | 19       | 12       | Deacon Litz         | 113,731 | 14   | 200         | 0    | Running         |
| 5        | 24       | 16       | Joe Russo           | 113,115 | 18   | 200         | 0    | Running         |
| 6        | 8        | 36       | Al Miller           | 113,307 | 17   | 200         | 0    | Running         |
| 7        | 18       | 22       | Cliff Bergere       | 115,243 | 8    | 200         | 0    | Running         |
| 8        | 9        | 10       | Russ Snowberger     | 111,428 | 23   | 200         | 0    | Running         |
| 9        | 3        | 32       | Frank Brisko        | 116,894 | 4    | 200         | 69   | Running         |
| 10       | 14       | 24       | Herb Ardinger       | 111,722 | 22   | 200         | 0    | Running         |
| 11       | 1        | 17       | Kelly Petillo       | 119,329 | 1    | 200         | 6    | Running         |
| 12       | 29       | 5        | Stubby Stubblefield | 105,921 | 32   | 200         | 0    | Running         |
| 13       | 28       | 49       | Charles Crawford    | 108,784 | 30   | 110         | 0    | In pits         |
| 14       | 11       | 31       | Ralph Hepburn       | 114,321 | 10   | 164         | 0    | Connecting rod  |
| 15       | 12       | 18       | George Barringer    | 113,859 | 11   | 161         | 0    | Bent front axle |
| 16       | 6        | 26       | Phil Shafer         | 113,816 | 12   | 130         | 0    | Camshaft drive  |
| 17       | 7        | 8        | Tony Gulotta        | 113,733 | 13   | 94          | 0    | Rod             |
| 18       | 13       | 1        | Louis Meyer         | 112,332 | 20   | 92          | 0    | Olaj tank       |
| 19       | 22       | 6        | Dave Evans          | 102,414 | 33   | 81          | 0    | Felfüggesztés   |
| 20       | 15       | 15       | Shorty Cantlon      | 117,875 | 2    | 76          | 0    | Crankshaft      |
| 21       | 5        | 4        | Chet Gardner        | 114,786 | 9    | 72          | 0    | Rod             |
| 22       | 17       | 51       | Al Gordon           | 116,273 | 5    | 66          | 0    | Crash T1        |
| 23       | 23       | 35       | Rex Mays            | 113,639 | 15   | 53          | 0    | Front axle      |
| 24       | 25       | 42       | Dusty Fahrnow       | 113,070 | 19   | 28          | 0    | Rod             |
| 25       | 21       | 41       | Johnny Sawyer       | 109,808 | 27   | 27          | 0    | Rod             |
| 26       | 33       | 33       | Johnny Seymour      | 108,591 | 31   | 22          | 0    | Pinion gear     |
| 27       | 27       | 45       | Rick Decker         | 110,895 | 26   | 17          | 0    | Kuplung         |
| 28       | 2        | 3        | Wilbur Shaw         | 117,647 | 3    | 15          | 0    | Lost oil        |
| 29       | 26       | 73       | Doc MacKenzie       | 111,933 | 21   | 15          | 0    | Crash NC        |
| 30       | 31       | 29       | Gene Haustein       | 109,426 | 28   | 13          | 0    | Crash T4        |
| 31       | 30       | 63       | Harry McQuinn       | 111,067 | 24   | 13          | 0    | Rod             |
| 32       | 16       | 58       | George Bailey       | 111,063 | 25   | 12          | 0    | Crash T3        |
| 33       | 32       | 46       | Chet Miller         | 109,252 | 29   | 11          | 0    | Crash T1        |